# أوجين غيلفيك
أوجين غيلفيك أو غيوفيك (بالفرنسية: Eugène Guillevic)‏ شاعر فرنسي من أشهر شعراء النصف الثاني للقرن العشرين (5 أغسطس 1907، كارناك، موربيهان، بريتاني، فرنسا – 19 مارس 1997، باريس، فرنسا).

## سيرته
ولد في بريتاني حيث كان أبوه يعمل دركياً وأمه خياطة. ثم انتقل أبوه مع أسرته إلى الحدود البلجيكية. وفي سنة 1919 نُقل أبوه إلى ألزاس على الحدود مع سويسرا. خلال هذه الإقامة تعرف على الأدب الفرنسي وتمكن من اللغة الألمانية وآدابها، وقد ترجم لاحقاً من كبار شعرائها.
يقول غيلفيك في مذكراته أن معرفته باللغة الفرنسية كانت ضعيفة حتى عمر التاسعة عشرة، ففي محيطه كان الناس يتكلمون البريتانية ثم الوالونية ثم اللهجة السويسرية للغة الألمانية، ولم يتقن الفرنسية إلا عندما خدم في الجيش.
بعد أن حصل على البكالوريوس في الرياضيات تم تعيينه في سنة 1926 في دائرة التسجيلات في ألزاس، ثم انتقل في سنة 1935 إلى وزارة المالية والشؤون الاقتصادية في باريس
نشر أولى قصائده في سنة 1939 يرثي فيها شهداء الحرب الأهلية الإسبانية، ومن تلك الفترة صار يميل إلى الشيوعيين حتى انتسب إلى الحزب الشيوعي الفرنسي في سنة 1942. شارك في حركة المقاومة بإصدار المنشورات السرية أثناء الحرب العالمية الثانية. وبعد الحرب عمل في جهاز الوزراء الشيوعيين في الحكومة الفرنسية المؤقتة خلال فترة 1945–1947.
نشر خلال عمره أكثر من عشرين ديواناً شعرياً.

## الجوائز
- جائزة الأكاديمية الفرنسية (1976)
- جائزة الإكليل الذهبي (1976)
- الجائزة الوطنية الكبرى في الشعر (1984)
- جائزة غونكور في الشعر (1988)

## روابط خارجية
- أوجين غيلفيك على موقع ميوزك برينز (الإنجليزية)
- أوجين غيلفيك على موقع ديسكوغز (الإنجليزية)